# نزهة في الجانب الأخر
نزهة في الجانب الأخر (بالإنجليزية: Otherside Picnic)‏ هي رواية خفيفة يابانية نشرت في فبراير 2017،تم عمل مانغا مقتبسة منها نشرت في فبراير 2018 وتم عمل مسلسل أنمي عرض في يناير حتى مارس 2021.